# Journal of the Chinese Chemical Society
Das Journal of the Chinese Chemical Society ist eine Peer-Review-Fachzeitschrift, die von der in der Republik China ansässigen Chinese Chemical Society herausgegeben wird.
Die Zeitschrift wurde 1954 gegründet und deckt alle Felder der Chemie ab. Der Inhalt besteht aus Reviews, Forschungsartikeln, Notizen und Kommunikationen.
Der Chefredakteur ist Yu Tai Tao von der Academia Sinica. Die Zeitschrift hatte nach Journal Citation Reports des Web of Science 2020 einen Impact Factor von 1,967 und belegte damit in der Kategorie „multidisziplinäre Chemie“ Rang 119 von 177.